# Station Siemianowice Śląskie
Station Siemianowice Śląskie is een spoorwegstation in de Poolse plaats Siemianowice Śląskie.